# جيسيكا مورغان
جيسيكا مورغان (بالإنجليزية: Spark)‏ هي مغنية مؤلفة ومغنية بريطانية، ولدت في 4 يناير 1992 في Fazakerley ‏ في المملكة المتحدة.

## وصلات خارجية
- الموقع الرسمي
- جيسيكا مورغان على موقع ميوزك برينز (الإنجليزية)
- جيسيكا مورغان على موقع ديسكوغز (الإنجليزية)